# Polycarpa muelleri
Polycarpa muelleri är en sjöpungsart som beskrevs av Enrico Adelelmo Brunetti 2007. I den svenska databasen Dyntaxa används istället namnet Polycarpa rustica. Polycarpa muelleri ingår i släktet Polycarpa och familjen Styelidae. Arten har ej påträffats i Sverige. Inga underarter finns listade i Catalogue of Life.